# Heideland (Brandeburgo)
Heideland es un municipio del distrito de Elba-Elster, en Brandeburgo (Alemania). Pertenece al Amt (Unión de municipios) de Elsterland.
- Datos: Q582769
- Multimedia: Heideland / Q582769

1. ↑  Worldpostalcodes.org, código postal n.º 03238.